# Episyron quinquenotatus
Episyron quinquenotatus är en stekelart som först beskrevs av Thomas Say.  Episyron quinquenotatus ingår i släktet riddarvägsteklar, och familjen vägsteklar. Inga underarter finns listade i Catalogue of Life.